# 27968 Bobylapointe
27968 Bobylapointe este o planetă minoră (asteroid) din centura de asteroizi. A fost descoperită pe 3 octombrie 1997 la Caussols de OCA-DLR Asteroid Survey⁠(d) și a fost numită după Boby Lapointe⁠(d). 
Obiectul prezintă o orbită caracterizată de o semiaxă mare de 2,4118052 UAi, o excentricitate de 0,15, o înclinație de 0,87083 ° în raport cu ecliptica.